# Алан Гарнер

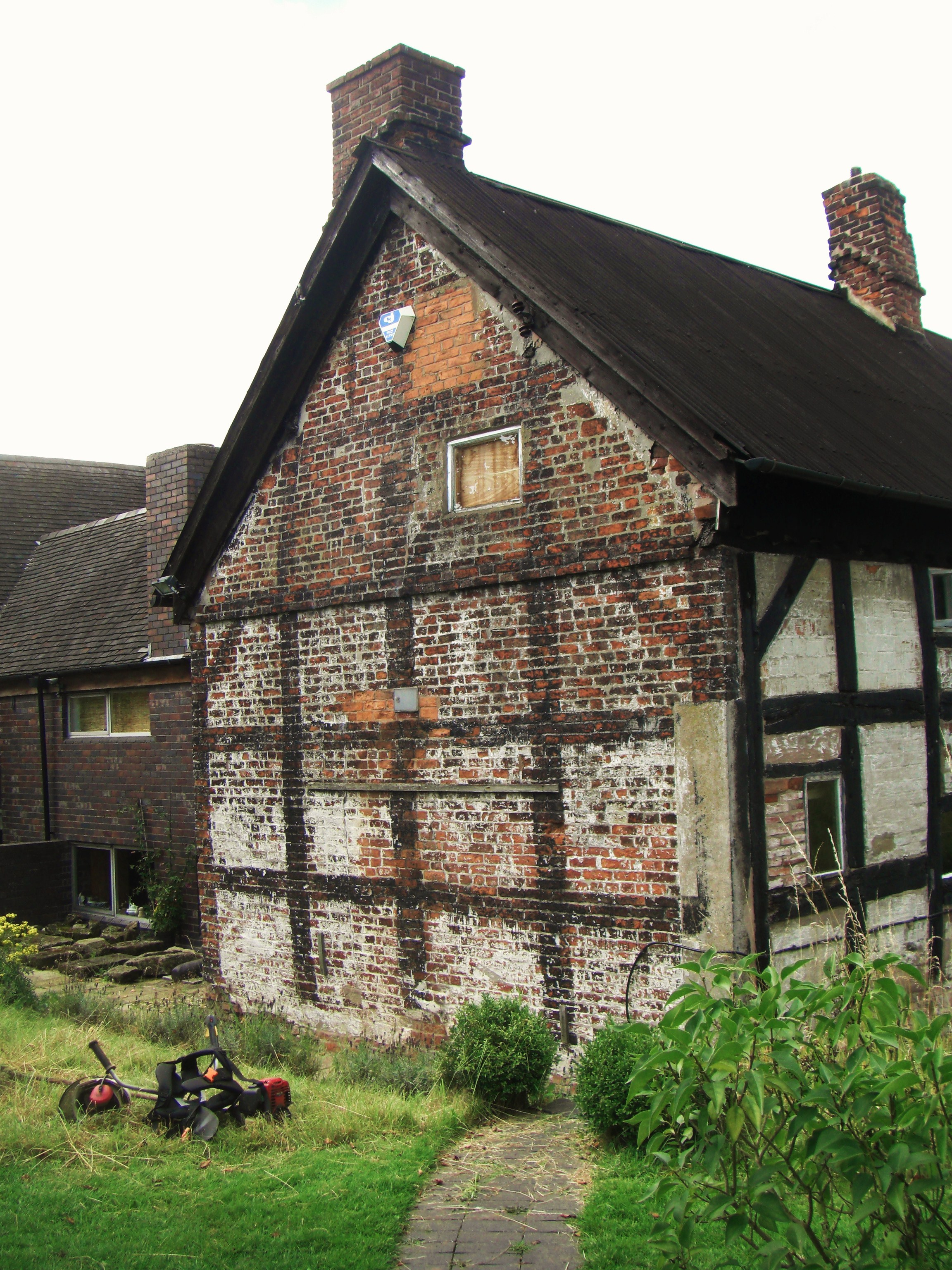
Будинок у Блекдені придбаний і відремонтований Гарнером

Алан Гарнер (англ. Alan Garner; нар. в 1934 році в Конглтоні, графство Чешир) — британський автор фентезі.

## Біографія
Він виріс в Олдерлі, поблизу Манчестера, де відвідував Манчестерську гімназію, бібліотеку якої було названо на його честь. Потім навчався в коледжі Магдалени Оксфордського університету.
Він є лауреатом медалі Карнегі, лауреатом премії Гардіан, премії Фенікс, а також отримав звання офіцера Британської імперії (OBE) у 2001 році. У 2003 році він отримав премію Карла Едварда Вагнера. У 2012 році він отримав премію World Fantasy Award за життєві досягнення.

## Твори
- «Совина служба» (Owl Service, 1967), заснована на валлійському епосі «Мабіногіон».
- Elidor (1965), з мотивами з Lebor Gabála Érenn, Книги завоювань, яка розповідає про заселення Ірландії.
- Червона зміна (Red shift, 1973)
- Дивний камінь Брісінгамена (The Weirdstone of Brisingamen, 1960)
- Місяць Ґомрата (The Moon of Gomrath, 1963), дія якого відбувається в шахтах бронзової доби Олдерлі-Едж у графстві Чешир, за мотивами легенди про Артура.
- Strandloper (1996), дія якого відбувається в Австралії
- The Stone Book Quartet (1976)
- The Voice That Thunders (Лондон, 1997), зб. есеїв
- Сірий вовк, Принц Джек і Жар-птиця (Grey Wolf, Prince Jack and the Firebird, 1998)
- Криниця вітру (The Well of the Wind, 1998)
- Thursbitch (2003)